# Robozuna
A Robozuna 2018-ban indult brit televíziós 2D-s számítógépes animációs sorozat, amelynek alkotója MCM. A CITV és a Netflix műsorán látható Taylor Clarke-Hill, Tom Clarke-Hill és Luke Howard főszereplésével. Az alaphelyzet egy gonosz birodalom által elfoglalt ország és annak robotok légiója körül forog. Az árva fiú, Ariston (Taylor Clarke-Hill) és házi készítésű robotbarátja, Mangle (Tom Clarke-Hill) megpróbálják felszabadítani az országukat.

## Szereplők
| Szereplő |
| -------- |
| Ariston  |
| Niven    |